# Parti socialiste (Sénégal)
Ne doit pas être confondu avec Parti socialiste sénégalais.
Le Parti socialiste (PS) est un parti politique sénégalais.
Cette formation a notamment gouverné le pays de 1960 à 2000, au travers des deux premiers présidents de la République du Sénégal, Léopold Sédar Senghor et Abdou Diouf, qui en sont issus.

## Histoire
Le 27 octobre 1948, Léopold Sédar Senghor fonde le Bloc démocratique sénégalais (BDS), à la suite d’une scission avec la Section française de l'Internationale ouvrière. Pour accroître son influence, le BDS s’appuie largement sur les autorités religieuses et tribales. Cette capacité à réunir de nombreux groupes ethniques différents, ainsi que le charisme personnel de Senghor, propulsent le BDS au premier plan de la scène politique sénégalaise d’avant l’indépendance.
En février 1957, le Bloc démocratique sénégalais fusionne avec le l’Union démocratique sénégalaise, le Mouvement autonome casamançais et une fraction du Mouvement populaire sénégalais mené par Abdoulaye Thiaw pour donner naissance au Bloc populaire sénégalais. Léopold Sédar Senghor est alors désigné comme leader politique et Mamadou Dia comme secrétaire général du nouveau parti.
En 1958, le BPS fusionne avec le Parti socialiste d'action sénégalaise de Lamine Guèye pour donner naissance à l’Union progressiste sénégalaise.
En novembre 1976 le parti intègre l’Internationale socialiste. En décembre de la même année il prend le nom de Parti socialiste.
Lors des élections législatives de 2001, le PS recueille 326 126 voix, soit 17,4 %, et obtient 10 sièges sur les 120 que compte alors l’Assemblée nationale du Sénégal.
Le PS est l’un des partis ayant choisi le boycott lors des élections législatives de 2007. Lors de l'élection présidentielle de 2007, son candidat Ousmane Tanor Dieng, n'arrive qu'en troisième position au premier tour. Cinq ans plus tard, le même candidat se place à la quatrième place du scrutin. Cette baisse d'influence culmine à l'élection présidentielle de 2019, quand le Parti socialiste, allié du président sortant Macky Sall et fragilisé par la dissidence d'une des anciennes figures, le maire de Dakar Khalifa Sall, incarcéré pour détournement de fonds publics, décide, pour la première fois depuis l'instauration de la république sénégalaise, de ne pas présenter de candidat.

## Idéologie
C’est un parti de gauche, membre de l’Internationale socialiste.
Le PS se présente comme « l’organisation des ouvriers, paysans et autres travailleurs, intellectuels et manuels du Sénégal, sans distinction d'ethnie, de religion, d’origine, de sexe ni d’âge ». Opposé à toute forme d’oppression de classe et de caste, par la conquête du pouvoir politique, la socialisation des moyens de production et d’échange, il prône l’instauration d’une société communautaire et d’une véritable démocratie au service du peuple. Tout en se réclamant de la méthode socialiste, il entend bien « intégrer dans le socialisme, les valeurs culturelles de l’Afrique noire, en général, du Sénégal en particulier. »

## Symboles
Ses symboles sont le lion et l’étoile rouge à 5 branches sur fond vert.

## Organisation
Son siège se trouve à Dakar (Hann Bel-Air).

## Mouvements
Les différents mouvements du Parti socialiste sont : 
- le Mouvement national des Jeunesses socialistes ;
- le Mouvement des jeunes socialistes du Sénégal en Europe ;
- le Mouvement des élèves et étudiants socialistes ;
- le Mouvement des femmes socialistes.

Aminata Mbengue Ndiaye est la présidente du mouvement des femmes du Parti socialiste.

## Résultats électoraux
Résultats aux élections présidentielles
| Année | Candidat              | Premier tour         | Premier tour         | Premier tour         | Second tour          | Second tour          | Second tour          | Statut               |
| Année | Candidat              | Voix                 | %                    | Rang                 | Voix                 | %                    | Rang                 | Statut               |
| ----- | --------------------- | -------------------- | -------------------- | -------------------- | -------------------- | -------------------- | -------------------- | -------------------- |
| 1963  | Léopold Sédar Senghor | 1 149 935            | 100                  | 1er                  |                      |                      |                      | Élu                  |
| 1968  | Léopold Sédar Senghor | 1 229 927            | 100                  | 1er                  | Élu                  |                      |                      |                      |
| 1973  | Léopold Sédar Senghor | 1 357 056            | 100                  | 1er                  | Élu                  |                      |                      |                      |
| 1978  | Léopold Sédar Senghor | 807 515              | 82,20                | 1er                  | Élu                  |                      |                      |                      |
| 1983  | Abdou Diouf           | 908 879              | 83,45                | 1er                  | Élu                  |                      |                      |                      |
| 1988  | Abdou Diouf           | 828 301              | 73,20                | 1er                  | Élu                  |                      |                      |                      |
| 1993  | Abdou Diouf           | 757 311              | 58,40                | 1er                  | Élu                  |                      |                      |                      |
| 2000  | Abdou Diouf           | 690 917              | 41,30                | 1er                  | 687 969              | 41,51                | 2e                   | Perdu                |
| 2007  | Ousmane Tanor Dieng   | 464 287              | 13,56                | 3e                   | Non-qualifié         | Non-qualifié         | Non-qualifié         | Éliminé              |
| 2012  | Ousmane Tanor Dieng   | 305 924              | 11,30                | 4e                   | Non-qualifié         | Non-qualifié         | Non-qualifié         | Éliminé              |
| 2019  | Soutien à Macky Sall  | Soutien à Macky Sall | Soutien à Macky Sall | Soutien à Macky Sall | Soutien à Macky Sall | Soutien à Macky Sall | Soutien à Macky Sall | Soutien à Macky Sall |
| 2024  | Soutien à Amadou Ba   | Soutien à Amadou Ba  | Soutien à Amadou Ba  | Soutien à Amadou Ba  | Soutien à Amadou Ba  | Soutien à Amadou Ba  | Soutien à Amadou Ba  | Soutien à Amadou Ba  |

| Année | Dirigeant              | Voix               | Pourcentage        | Rang               | Sièges    |
| ----- | ---------------------- | ------------------ | ------------------ | ------------------ | --------- |
| 1959  | Léopold Sédar Senghor  | 682 365            | 83%                | 1er                | 80 / 80   |
| 1963  | Léopold Sédar Senghor  | 1 132 518          | 94,20 %            | 1er                | 80 / 80   |
| 1968  | Léopold Sédar Senghor  | 1 209 984          | 100 %              | 1er                | 80 / 80   |
| 1973  | Léopold Sédar Senghor  | 1 355 306          | 100 %              | 1er                | 100 / 100 |
| 1978  | Léopold Sédar Senghor  | 790 799            | 81,74%             | 1er                | 83 / 100  |
| 1983  | Abdou Diouf            | 862 713            | 79,94 %            | 1er                | 111 / 120 |
| 1988  | Abdou Diouf            | 794 559            | 71,34 %            | 1er                | 103 / 120 |
| 1993  | Abdou Diouf            | 602 171            | 56,56 %            | 1er                | 84 / 120  |
| 1998  | Abdou Diouf            | 612 559            | 50,20 %            | 1er                | 93 / 140  |
| 2001  | Ousmane Tanor Dieng    | 326 126            | 17,40 %            | 3e                 | 10 / 120  |
| 2007  | Ousmane Tanor Dieng    | Élection boycottée | Élection boycottée | Élection boycottée | 0 / 150   |
| 2012  | Ousmane Tanor Dieng    |                    |                    |                    |           |
| 2017  | Ousmane Tanor Dieng    |                    |                    |                    |           |
| 2022  | Vacant                 |                    |                    |                    |           |
| 2024  | Aminata Mbengue Ndiaye |                    |                    |                    |           |